# 230. Infanterie-Division (Wehrmacht)
La 230. Infanterie-Division fu una divisione dell'esercito tedesco attiva durante la seconda guerra mondiale, che venne creata nel 1942 e schierata in Norvegia fino al 1945, quando fu fatta prigioniera.

## Storia
La divisione fu costituita il 15 aprile 1942 nella Norvegia settentrionale, dove rimase fino alla fine della guerra; infatti il 9 maggio 1945 i membri della divisione si arresero e divennero prigionieri di guerra.

## Ordine di battaglia
- Grenadier-Regiment 349
- Festungs-Grenadier-Regiment 859
- Artillerie-Abteilung 930
- Pionier-Bataillon 930
- Panzerjäger-Kompanie 930
- Nachrichten-Kompanie 930
- Kommandeur der Divisions-Nachschubtruppen 930[1]

## Comandanti
- Generalleutnant Otto Schönherr (15 aprile 1942 - 10 ottobre 1942)
- Generalleutnant Konrad Menkel (10 ottobre 1942 - 10 gennaio 1944)
- Generalleutnant Albrecht Baier (10 gennaio 1944 - 20 febbraio 1944)
- Generalleutnant Konrad Menkel (20 febbraio 1944 - 1º ottobre 1944)
- Generalmajor Bernhard Pampel (1º ottobre 1944 - 9 maggio 1945)[1]